# K-Mile Air
K-Mile Air è una compagnia aerea cargo con sede a Bangkok, Thailandia. Con hub all'aeroporto di Suvarnabhumi, ha iniziato le operazioni nel maggio 2006 per fornire voli cargo sia di linea che charter nel sud-est asiatico. Nel marzo 2014 Farnair Switzerland ha acquisito una partecipazione del 45%.

## Destinazioni
Al 2022, K-Mile Air opera verso 6 paesi: Cambogia, Cina, Indonesia, Singapore, Thailandia e Vietnam.

## Flotta
A dicembre 2022 la flotta di K-Mile Air è così composta: